# 57-й Берлинский международный кинофестиваль
57-й Берлинский международный кинофестиваль проходил с 8 по 18 февраля 2007 года в Берлине.

## Жюри

### Основной конкурс
|  | Пол Шредер              | кинорежиссёр, сценарист | США       | председатель жюри |
|  | Хиам Аббасс             | актриса                 | Палестина |                   |
|  | Марио Адорф             | актёр                   | Германия  |                   |
|  | Уиллем Дефо             | актёр                   | США       |                   |
|  | Гаэль Гарсия Берналь    | актёр                   | Мексика   |                   |
|  | Нансун Ши               | продюсер                | Гонконг   |                   |
|  | Молли Марлен Стенсгаард | монтажёр                | Дания     |                   |

### Конкурс дебютов
- Пис Аниям-Фиберсима
- Рийна Сильдос
- Нин Ин

## Конкурсная программа
- Ангел, режиссёр Франсуа Озон
- Бофор, режиссёр Йосеф Сидар
- Пограничный городок, режиссёр Грегори Нава
- Фальшивомонетчики, режиссёр Штефан Руцовицки
- Другой, режиссёр Эриель Роттер
- Прощай, Бафана, режиссёр Билле Аугуст
- Холлэм Фоу, режиссёр Дэвид Маккензи
- Мираж, режиссёр Лу Чжан
- В память обо мне, режиссёр Саверио Костанзо
- Ирина Палм сделает это лучше, режиссёр Сэм Гарбарски
- Жизнь в розовом цвете, режиссёр Оливье Даан
- Свидетели, режиссёр Андре Тешине
- Не трогай топор, режиссёр Жак Риветт
- Год, когда мои родители уехали в отпуск, режиссёр Као Гамбургер
- Я обслуживал английского короля, режиссёр Иржи Менцель
- Потерянные в Пекине, режиссёр Ли Юй[англ.]
- Я — киборг, но это нормально, режиссёр Пак Чхан Ук
- Хороший немец, режиссёр Стивен Содерберг
- Ложное искушение, режиссёр Роберт Де Ниро
- Свадьба Туи, режиссёр Ван Цюаньань
- Стёртая реальность, режиссёр Райан Эслинджер
- Йелла, режиссёр Кристиан Петцольд

## Награды
- Золотой медведь:
  - Свадьба Туи, режиссёр Ван Цюаньань
- Золотой медведь за лучший короткометражный фильм:
  - Контакт
- Серебряный медведь:
  - Серебряный медведь за лучшую музыку к фильму:
  - Холлэм Фоу
- Серебряный медведь за лучшую мужскую роль:
  - Хулио Чавез — Другой
- Серебряный медведь за лучшую женскую роль:
  - Нина Хосс — Йелла
- Серебряный медведь за лучшую режиссёрскую работу:
  - Йосеф Сидар — Бофор
- Серебряный медведь за лучший короткометражный фильм:
  - Мей
  - Съём
- Серебряный медведь - Гран-при жюри:
  - Другой
- Серебряный медведь за выдающийся художественный вклад в развитие кино:
  - Ложное искушение
- Почётный приз Berlinale Camera Award:
  - Рон Холлоуэй
  - Джанни Мина
  - Дороти Мориц
  - Марта Месарош
- Приз за лучший дебют:
  - Ванаджа
- Приз зрительских симпатий (программа «Панорама»):
  - Слепое зрение
- Хрустальный медведь:
- Хрустальный медведь - лучший короткометражный фильм конкурса для юношества:
  - Menged
- Хрустальный медведь - лучший художественный фильм конкурса для юношества:
  - Пансионат
- Хрустальный медведь - лучший художественный фильм конкурса для юношества Поколение 14+:
  - Безумная земля
- Хрустальный медведь - особое упоминание:
- Хрустальный медведь - особое упоминание - лучший короткометражный фильм конкурса для юношества:
  - Выгодная земля
- Хрустальный медведь - особое упоминание - лучший художественный фильм конкурса для юношества:
  - Мухсин
- Хрустальный медведь - особое упоминание - лучший художественный фильм конкурса для юношества Поколение 14+:
  - Запределье
- Гран-при немецкого фонда помощи детям:
  - Мухсин
- Приз немецкого фонда помощи детям - особый приз:
- Приз немецкого фонда помощи детям - особый приз за лучший короткометражный фильм:
  - Выгодная земля
- Приз немецкого фонда помощи детям - особое упоминание:
- Приз немецкого фонда помощи детям - особое упоминание - лучший художественный фильм:
  - Пансионат
- Приз Teddy (кино, посвящённое теме сексуальных меньшинств):
- Приз Teddy за лучший документальный фильм:
  - Прогулка в море: Дэнни Уильямс и Фабрика Уорхолла
- Приз Teddy за лучший художественный фильм:
  - Паучьи лилии
- Приз Teddy - особое упоминание:
  - Леон
- Приз Teddy - приз зрительских симпатий:
  - Скандальный дневник
- Приз международной ассоциации кинокритиков (ФИПРЕССИ):
- Приз ФИПРЕССИ (программа «Форум»):
  - Охотничьи собаки
- Приз ФИПРЕССИ (конкурсная программа):
  - Я обслуживал английского короля
- Приз ФИПРЕССИ (программа «Панорама»):
  - Благочестие
- Приз экуменического (христианского) жюри:
- Приз экуменического (христианского) жюри (программа «Форум»):
  - Хригу
- Приз экуменического (христианского) жюри (конкурсная программа):
  - Свадьба Туи
- Приз экуменического (христианского) жюри (программа «Панорама»):
  - Вернуться домой
- Приз Европейской конфедерации художественного кино:
- Приз Европейской конфедерации художественного кино (программа «Форум»):
  - Эхо дома
- Приз Европейской конфедерации художественного кино (программа «Панорама»):
  - Пузырь
- Приз Сети продвижения азиатского кино (NETPAC):
  - Обрезание
  - Лики смоковницы
- Приз Prix UIP Berlin за лучший европейский короткометражный фильм:
  - Гнилое яблоко
- Приз Альфреда Бауэра:
  - Я киборг, но это нормально
- Приз ассоциации европейских кинотеатров:
  - Летний дождь
- Приз Caligari за инновации в Программе молодого кино:
  - Это случилось незадолго до
- Приз Caligari за инновации в Программе молодого кино - особое упоминание:
  - Волчьи горы
- Приз DIALOGUE en Perspective:
  - Бассейн принцесс
- Приз DIALOGUE en Perspective - особое упоминание:
  - Добро пожаловать в отель
- Приз за лучший короткометражный фильм о Берлине:
  - Вассершлахт: Великая битва на границе
- Премия Манфреда Зальгебера:
  - Кусочки Трэйси
- Премия Манфреда Зальгебера - специальное упоминание:
  - Новая счастливая жизнь
- Приз программы по обмену деятелей искусства (DAAD) за лучший короткометражный фильм:
  - Моя мама изучает кино
- Приз Peace Film Award:
  - Прощай, Бафана
- Приз международного комитета по амнистиям:
  - Когда сгустится тьма
- Приз гильдии немецкого арт-хауса:
  - Холлэм Фоу
- Приз Femina-Film Prize:
  - Йелла
- Приз газеты Berliner Morgenpost:
  - Ирина Палм сделает это лучше
- Приз газеты Siegessäule:
  - Пузырь